# 37 dels Bessons
37 dels Bessons (37 Geminorum) és un estel en la constel·lació dels Bessons. En mancar de denominació de Bayer, és comunament conegut per la seva nomemclatura de Flamsteed. Es localitza a l'oest de Mebsuta (ε Geminorum), nord-est de Tejat Posterior (μ Geminorum) i Tejat Prior (η Geminorum), i nord-oest de Mekbuda (ζ Geminorum) i Wasat (δ Geminorum). Té magnitud aparent +5,74 i es troba a 56,3 anys llum del Sistema Solar. L'estel conegut més proper a 37 Geminorum és GJ 3420, nana blanca a només 1,4 anys llum de distància.

## Característiques
37 Geminorum és una nana groga de característiques físiques molt similars al Sol, per la qual cosa pot ser considerada un bessó solar. De tipus espectral G0V i estel solitari, té una massa de 1,1 masses solars i la seva ràdio és un 3 % més gran que el radi solar. Gira sobre si mateixa amb una velocitat de rotació projectada —límit inferior de la mateixa— de 2,0 km/s. Brilla amb una lluminositat un 25 % major que la del Sol. No obstant això, el seu índex de metal·licitat ([Fe/H] = -0,10) indica un contingut de metalls —entenent com a tals aquells elements més pesants que l'heli— equivalent al 79 % del solar. Diversos elements avaluats segueixen la mateixa pauta i únicament l'escandi pot ser lleugerament més abundant que en el Sol. La seva edat s'estima en uns 4470 - 4500 milions d'anys, molt semblant a la del Sol.
No s'ha detectat excés en l'infraroig procedent de 37 Geminorum ni a 24 μm ni a 70 μm, la qual cosa en principi descarta la presència d'un disc de pols circumestelar.
Anàlisi de la seva velocitat radial suggereixen que no hi ha planetes gegants a una distància compresa entre 0,1 i 4 ua, però poden existir planetes de menor grandària no detectables amb els mètodes actuals. Aquestes característiques la converteixen en un objectiu prioritari dels projectes Darwin i Terrestrial Planet Finder (TPF) per a la cerca de planetes terrestres que puguin albergar vida.
Un missatge de METI va ser enviat a 37 Geminorum el 3 de juliol de 2001. Va ser transmès des del radar més gran d'Euràsia, el radar planetari de 70 metres de Eupatoria. El missatge, denominat «Teen Age Message», arribarà a 37 Geminorum el desembre de 2057.